# Ульріх де Мезьєр
Карл Ернст Ульріх де Мезьєр (нім. Karl Ernst Ulrich de Maizière; 24 лютого 1912, Штаде — 26 серпня 2006, Бонн) — німецький офіцер, оберст-лейтенант генштабу вермахту, генерал бундесверу.

## Біографія
Син держслужбовця, вченого-юриста, офіцера запасу Вальтера де Мезьєра і його дружини Елізабет, уродженої Дюкерс. Ульріх де Мезьєр спочатку мріяв стати музикантом. Він навчався в Ганноверській гуманістичній гімназії імені імператора Вільгельма, багато читав і добре грав на фортепіано. Однак в 1930 році, після отримання абітура, змінив свої плани, ставши фанен-юнкером 5-го піхотного полку в Штеттіні. Учасник Другої світової війни, був поранений на Східному фронті, потрапив у полон . У британському таборі для військовополонених на території Бельгії завідував бібліотекою, де було 750 книг. В останні місяці війни був першим офіцером Генерального штабу і брав участь в переговорах з Червоною армією про капітуляцію Німеччини.

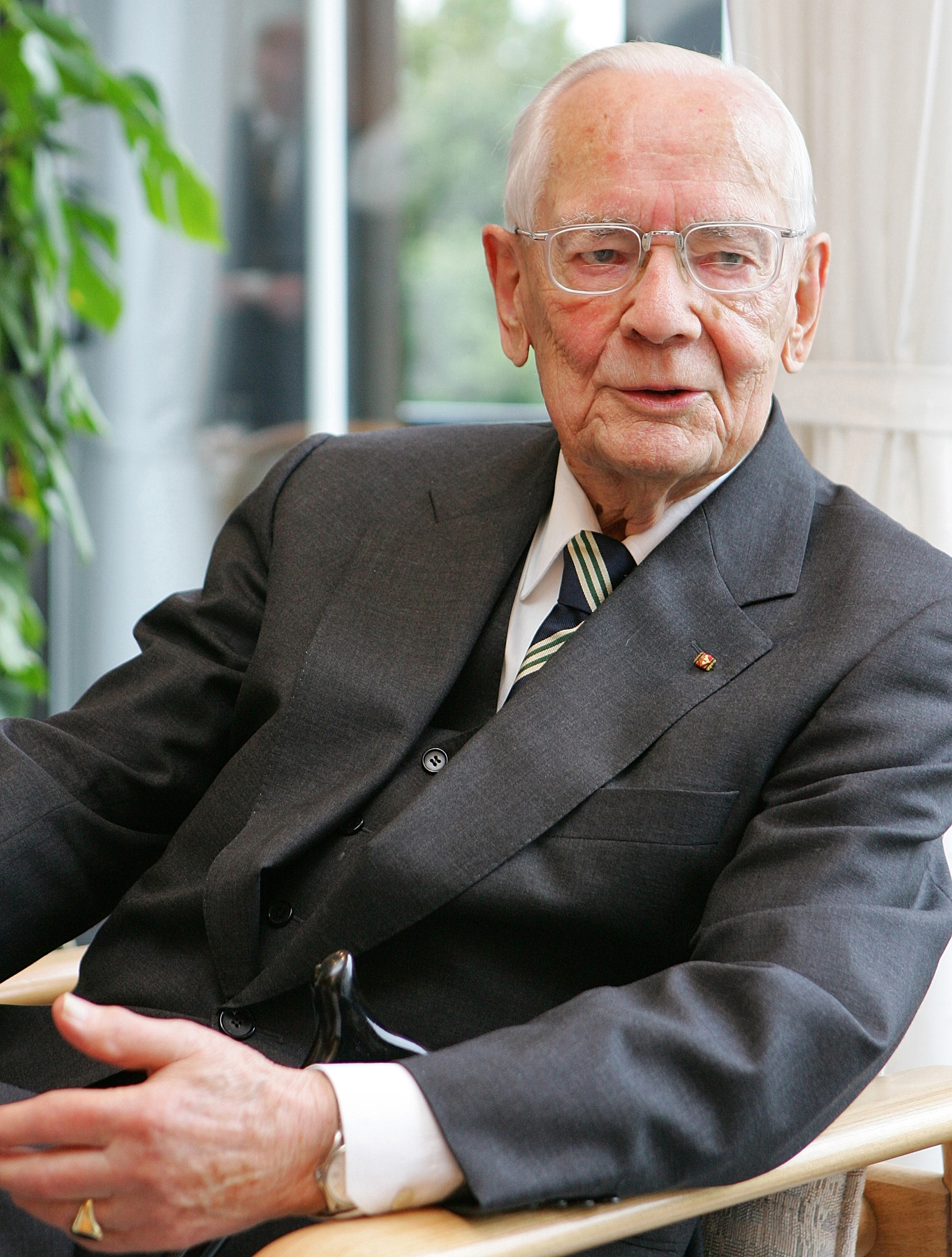
Генерал де Мезьєр (2005).

В 1947/51 роках навчався і працював в сфері книжкової і нотної торгівлі. В 1951 році повернувся на військову службу, брав активну участь у створенні бундесверу. З 1966 року — генерал-інспектор бундесверу. В 1972 році вийшов у відставку. До кінця життя співпрацював з Федеральним міністерством оборони.

## Звання
- Лейтенант (1 серпня 1933)
- Обер-лейтенант (1 жовтня 1935)
- Гауптман (1 квітня 1939)
- Майор генштабу (1 квітня 1942)
- Оберст-лейтенант генштабу (1 червня 1943)
- Оберст (21 грудня 1955)
- Бригадний генерал (22 грудня 1956)
- Генерал-майор (30 липня 1962)
- Генерал-лейтенант (1 жовтня 1964)
- Генерал (25 серпня 1966)

## Нагороди
- Медаль «За вислугу років у Вермахті» 4-го класу (4 роки)
- Залізний хрест
  - 2-го класу (1939)
  - 1-го класу (1944)
- Хрест Воєнних заслуг 2-го і 1-го класу з мечами
- Медаль «За зимову кампанію на Сході 1941/42»
- Нагрудний знак «За поранення» в чорному
- Орден Почесного легіону (Франція)
  - командорський хрест (1962) — нагороджений особисто президентом Шарлем де Голлем за внесок в розвиток франко-німецької дружби.
  - великий офіцерський хрест (1969)
- Премія барона фом Штайна (1964)
- Легіон Заслуг (США), командорський хрест (1969)
- Орден «За заслуги перед Федеративною Республікою Німеччина», великий хрест із зіркою і плечовою стрічкою (1970)
- Почесний президент Товариства Клаузевіца (1983)
- Премія Германа Елерса (1986)